# Saperda subobliterata
Saperda subobliterata là một loài bọ cánh cứng trong họ Cerambycidae.